# كيياتا كانموتو
كيياتا كانموتو (باليابانية: 金本 圭太) (13 يوليو 1977 في هيروشيما في اليابان – )؛ هو لاعب كرة قدم ياباني سابق كان يلعب كلاعب وسط.

## وصلات خارجية
- كيياتا كانموتو على موقع رابطة كرة القدم اليابانية للمحترفين (اليابانية)
- كيياتا كانموتو على موقع عالم كرة القدم.نت (الإنجليزية)